# МГК (группа)
«МГК» — российская техно- и поп-группа, основанная в 1990 году (а в 1992 как студийный проект) музыкантом и композитором Владимиром Кызыловым. Исполняет песни в стилях евродэнс, техно, рэп и другие. Владимир Павлович Кызылов, гитарист Сергей Горбатов и звукорежиссер, шеф и почётный президент студии «Ника» — Владимир Мальгин. Из первых букв их фамилий и составлено название «МГК».

## История

### Ранние годы (1990—1996)
В 1990 году встретились три близких друга: широко известный композитор и музыкант Владимир Кызылов, автор таких хитов, как «Три хризантемы» Ники, «Тойота», «Ёжик в тумане» Саши Айвазова и других, гитарист Сергей Горбатов и звукорежиссёр студии «Ника» Владимир Мальгин. Вскоре было принято решение создать свой собственный музыкальный проект. В качестве названия новой группы была принята аббревиатура «МГК» по первым буквам фамилий в честь группы KLF. Во время августовского путча 1991 года была сыграна песня «Серп и молот», а в январе 1992 года группа МГК стала студийным проектом.

### Солистки
Солистка Аня Баранова (низкий голос) пришла в группу в 1993 году с песней «Дворник Василий», впоследствии пела вместе с Еленой Дубровской песню «Барыня № 2» и даже участвовала в записи семплов вплоть до пожара на студии Ника. Позже она стала работать с Александром Айвазовым, Никой и др.
Солистка Елена Дубровская (приятный высокий голос) в 1993 году пришла в группу в качестве бэк-вокалистки с песней «Jump». А после пожара на студии Ника, в 1996 записывается её сольный «Русский альбом» с хитом «Свечи». Елена Дубровская до группы «МГК» пела в известном детском ансамбле «А+Б» в городе Иваново.

### 1-й магнитоальбом «Рэп под дождём» (1992)
Итогом творческого союза стал первый альбом группы под названием «Рэп под дождём», изданный на студийных катушках и аудиокассетах студией «Союз» в 1992 году. Особенностями этого альбома стали неожиданные и порой весьма юмористичные вкрапления стиля рэп и общий сатирический дух песен. А песня «Серп и молот» с этого альбома вошла в сборник «Союз 6».

### 2-й магнитоальбом «Техно» (1993)
Следующий альбом, «Техно» (1993), был, как и следует из названия, выполнен в техно-стиле с весьма разнообразной лирикой в текстах — от весьма мелодичной в песне «Прощай, прости!» до антивоенной «В мире технологий». Песни «Ночной концерт» и «В мире технологий» были записаны в 1991 г. Первая является переводом песни Running Wild — Rolling Wheels с альбома Blazon Stone (1991), вторая — песни Sepultura — Dead Embryonic Cells с альбома Arise (1991).
Альбом «Техно» был издан агентством «Марафон» и студией «Союз» на студийных катушках и аудиокассетах. А песня «Барыня» с этого альбома вошла в сборник «Союз 8». На песню «Барыня» был снят видеоклип, который был утерян. Только в 2021 году клип был найден и выложен в Интернет.

### 3-й магнитоальбом «Беспредел» (1994)
Третий номерной альбом группы «Беспредел» получился весьма разнообразным как в плане текстов (как и в прошлом альбоме, темы текстов песен широко варьируются), так и в плане музыки.
В песне «Будь со мной» самые непредсказуемые мелодичные ходы. Использовали самые продвинутые на тот момент семплеры, компьютеры, синтезатор Korg и гитары. Александр Кирпичников импровизированно кричал в трубку телефона фразы на английском, и микрофоном записывали. «I know, darling, your funk home siesta!» — одна из них. Алексей Хвацкий спел необычным голосом припев. Песня «Будь со мной» впервые вышла на сборнике студии «Марафон» в июне 1993 года. Также группа приняла участие с этой песней в программе «Игорь’С Поп Шоу» в Лужниках. Но вокал воображаемо «нарисовал» Сергей Паради, Хвацкий не пришёл.
Александр Кирпичников тогда был совсем молодой талантливый композитор и аранжировщик. Песни из этого альбома вошли в следующие сборники «Союз» — «Смятая постель» в «Союз 9», «Будь со мной» (правда, в слегка изменённой версии) в «Союз 10 часть 1», «Барыня № 2» в «Союз 11».
Альбом вышел на студийных катушках и на кассете от студии «Союз» с первой красивой обложкой с каталожным номером 0216.
Сразу после релиза альбома записывается следующий альбом.

### 4-й альбом «Маршрут на Юпитер» (1995) — первый компактдиск и первые хиты
Первая песня, записанная для альбома «Маршрут на Юпитер», была One, two, three, four.
Впервые была издана на сборнике суперхитов от студии «Союз» в ноябре 1993 года.
На катушке на одной стороне был Леонид Агутин, на другой — этот сборник.
На сборнике «Ещё одна вечеринка!!» в 1999 эта песня была заново издана уже в цифровом формате.
В конце 1994 года, наконец, записывается альбом.
Издаётся на кассете под каталожным номером SZ0317-94.
Появляются первые хиты «С тобой танцуем» и «Индийский океан», которые попадают в сборник «Союз 14», а вскоре готов первый компакт-диск «Маршрут на Юпитер», изданный под каталожным номером SZ0317-95.

### 5-й альбом «Остров любви» (1995)
Альбом «Остров любви» очень танцевален, в нём лихо используются азартные вставки из стилей рэп и техно. В нём даже издана старая песня с 1-го альбома «Я ждал» в цифровом формате. Треки «Я ждал» и «Сердце» на обложке перепутаны местами. А песни с этого альбома вошли в следующие сборники «Союз»: «Ночь» — в «Союз 15», «Тайна» — в «Союз 16». Альбом вышел на фирме «Элиас Рекордз» (хит «Индийский океан» получает на нём название «Raggа Міх»). Поют в нём уже Елена Дубровская (пробовавшаяся в студии «Ника» на бэк-вокалах, а затем приглашенная Кызыловым и на постоянную работу) и вокалист-танцор Евгений Марченко (до МГК участвовал в Кармэне).

### Поздние годы (с 1996 года)
8 марта 1996 года сгорела студия «Ника». С этого момента группа МГК уже не выпускается на сборниках студии «Союз». К тому времени Мальгин больше сконцентрировался на работе со своей женой — певицей Никой, а Горбатов — на сотрудничестве с Ефремом Амирамовым, а впоследствии участвовал в возрождении «Добрых молодцев» (где когда-то играл на гитаре), и аббревиатура группы начала расшифровываться как «Московская группа Кызылова».
Начиная с 1996 года группа работает в стиле поп-музыки и большинство песен исполняет солистка группы Елена Дубровская. «Русский альбом» 1997 г. был написан композитором Владимиром Кызыловым и поэтом Сергеем Паради специально для её голоса, где практически все песни стали хитами. Кстати, песню «Ах, какие ты…» из этого альбома позднее перепел певец-шансонье Виктор Королёв.
В 1998 г. группа выпускает альбом «Скажи ′′Да!′′» и снимает видеоклип на песню «Открою альбом», причём этот альбом получился не менее хитовым, чем предыдущий. Из всех песен стоит выделить медленные «Ни о чём не жалей» и «Мне нужен ты». Впрочем, и остальные песни с этого альбома ничем не хуже.
В 1999 г. выходит альбом «Ещё раз про любовь», в котором также можно выделить несколько медленных композиций: «Последний раз», «Первая любовь», «Не спешите, девчонки», «В твоей руке моя рука». Двенадцатой значится ремикс на песню «Индийский океан» из предыдущих альбомов группы. На заглавную песню «Золотая луна» уже после выхода альбома был снят клип, ставший популярным на телеканале «ТВ-6» в программе «Диск-канал».
В конце 1999 г. группа выпускает сборник «2000», в котором собраны лучшие песни уходящего века. Стоит заметить, что в сборник были включены только те песни, которые исполнялись, начиная с 1997 г.
В «Новом альбоме» (или, как его ещё называют, «Зелёный альбом»), выпущенном в 2000 г., мы встречаем новую вокалистку Марину Мамонтову. На альбоме даже представлены две совершенно одинаковые песни «Это не сон». Только одну из них исполняет Е. Дубровская, а другую — М. Мамонтова. По этим двум песням можно сравнить два совершенно различных женских вокала. В этом же году выходит ещё один сборник лучших песен, выпущенный «Зодиак Рекордс»&"Классик Компани". Помимо «стареньких» песен на сборнике присутствуют и новинки: «Ты забыл, я помню», «Чёрное море» и «Вспоминаю ′′Ласковый май′′».
В альбоме 2001 г. «Золотые цветы» появляется ещё один солист — Михаил Филиппов. Впервые его голос мы могли услышать на «Новом альбоме» 2000 г., только там он выступал в качестве бэк-вокалиста, а в альбоме «Золотые цветы» Михаил уже исполняет несколько песен. Две песни также можно услышать в исполнении М. Мамонтовой. Также стоит отметить песню «Ты забыл, я помню», которую Е. Дубровская и М. Филиппов исполняют дуэтом. На сборнике 2000 г. эта же песня была записана в исполнении одной Елены.
В 2002 г. группа порадовала нас новым альбомом «Где теперь любовь?», только, увы, Е.Дубровская исполняет здесь всего три песни: «Я жду тебя», медленную «Где теперь любовь?», давшую название альбому, и ремикс на песню 1997 г. — «Свечи». Остальные песни звучат в исполнении М. Филиппова и группы «Волна» во главе с солисткой Евгенией Бахаревой. Вокал Евгении очень интересный и своеобразный. На этом альбоме она поёт четыре песни и два ремикса.
15 мая 2003 года состоялся релиз очередного альбома группы «МГК» под названием «Любовь ты возьми с собой…» Опять же, как и в предыдущем альбоме, солистка группы Елена Дубровская исполняет всего лишь две песни: «Любовь ты возьми с собой» и «День за днём». Остальные песни поёт Евгения Бахарева, которую мы уже знаем по альбому 2002 г. — «Где теперь любовь?». А Михаил Филиппов исполняет только одну песню — «Свадьба». Все тексты песен, кроме последней, написаны группой «Волна» (музыка В. Кызылова). Можно сказать, что впервые (начиная приблизительно с 1995 г.) в этом альбоме нет песен на стихи поэта-песенника Сергея Паради, который раньше писал большинство текстов песен для группы «МГК». Новый альбом группы «МГК» — «Любовь ты возьми с собой…» получился очень оригинальным, интересным, танцевальным и заводным. Следует отметить, что теперь постоянными участниками группы, помимо Владимира Кызылова и Елены Дубровской, являются также Станислав Нефёдов и Максим Олейник (Максим Олейник позже уйдёт из группы клавишником в группу «Мираж-90»).
Песня «Синий мир» появляется на сборниках уже после выхода нового альбома группы «МГК». По своей сути это второй вариант песни «День за днем», только в ней присутствует вокал Елены Дубровской и немного изменен текст самой песни. Она выходит только лишь на сборниках.
В июне 2004 г. фирма грамзаписи «Никитин» выпускает долгожданный полноформатный супертанцевальный альбом группы «МГК» под названием «ЛЕНА». Уже название альбома говорит о том, что все песни исполняет солистка группы Елена Дубровская, и все песни написаны специально для её голоса. Только одну песню — «Первый день весны» поёт сам Владимир Кызылов. Кстати, все песни этого альбома полностью написаны самим поэтом, музыкантом и композитором Владимиром Кызыловым. Также в альбом «ЛЕНА» добавлен БОНУС, который представлен в виде четырёх лучших песен с «Русского альбома» 1997 года: «Свечи», «Ах, какие…», «Падает снег» и «Художник». Про новый альбом «ЛЕНА» можно сказать, что он получился очень хитовым и супертанцевальным.
В конце 2004 года вышел сборник лучших песен группы «МГК» в серии «Любовное настроение». Смешение стилей и голосов, великолепная музыка! Этот сборник примечателен тем, что туда вошли песни, начиная с 1995 года («Маршрут на Юпитер») и заканчивая новым альбомом 2004 года («ЛЕНА»).
И вот в 2005 году студия «Монолит» представляет долгожданный альбом «Снится дождь». Этот альбом получился даже более танцевальным, чем предыдущий. Из всех песен хочется отметить песню «Сердце», в которой сочетаются великолепные слова, оригинальная музыка, а также замечательный проникновенно-нежный голос вокалистки группы Елены Дубровской. В этом альбоме мы встречаем известную певицу Нику (И. Мальгина) с песней «Странный вечер». А в записи композиции «Где ты?», которая стала треком-бонусом, принял участие Александр Айвазов.

29 сентября 2005 года на той же студии «Монолит» вышел сборник всех альбомов группы «МГК» в формате mp3, начиная с 1992 года (альбом «Рэп под дождем») и заканчивая 2005 годом (альбом «Снится дождь»). Этот сборник вышел на 2 CD.
4 октября 2007 года вышел долгожданный альбом группы под названием «На краю света», который писался почти 2 года. Этот альбом получился немного необычным, так как в нём переплетаются различные стили. Владимир Кызылов экспериментирует с музыкой, стилем, с текстами песен. Стоит отметить, что в этом альбоме помимо песен, исполненных Еленой Дубровской, также есть песни с вокалом Владимира Кызылова и новых солисток — Юлии Душкиной и Яны Тишковой. Две песни — «Без тебя» и «Тень любви» — представлены в совершенно разном звучании, с разными словами, вокалом и стилем, хотя, несомненно, очень похожи. Присутствуют в альбоме и песни с предыдущих последних альбомов, но в другом звучании. Завершает альбом бессменный хит — песня «Свечи». В целом, можно сказать, что альбом получился очень интересным и необычным.
И только в 2010 году группа «МГК» во главе с её бессменной солисткой Еленой Дубровской вновь вернулась на сцену. Группа принимает участие в концертах, появляется на различных радиостанциях, а также записывает новый саунд своих лучших песен, полюбившихся их поклонникам.
С 2014 года Елена Дубровская работает над записью нового альбома группы. Пишется цикл "Песни на стихи А. С. Пушкина, состоящий из 14 песен: «Октябрь», «Не спрашивай», «Нет, не должен я» и др..
В 2013 году Владимиром Кызыловым в дуэте с Никой был записан новый танцевальный хит «Айн, цвай, драй», а также лирическая работа «Время-река».
В 2016 году вышло два сингла: «Мы танцуем вместе с морем…» с участием Ники и «Зимний вечер» с участием Инны Смирновой в стиле Trance music.

## Состав

### Старая эпоха (1990—1996)
- Владимир Кызылов
- Сергей Горбатов
- Владимир Мальгин
- Александр Кирпичников
- Алексей Хвацкий
- Владимир Бажин
- Анна Баранова
- Елена Дубровская
- Евгений Марченко

### Новая эпоха (1996—наши дни)
- Елена Дубровская
- Владимир Кызылов
- Станислав Нефедов

### Авторы песен
- Владимир Кызылов
- Юрий Гуреев
- Борис Шифрин
- Александр Кирпичников
- Юрий Истомин
- Роман Бокарёв
- Сергей Паради
- Сергей Конев
- Андрей Статуев